# Annalisa Balloi
Annalisa Balloi (Bochum, 30 settembre 1977) è una microbiologa e imprenditrice italiana.

## Biografia
Dopo il diploma presso il Liceo Classico Giorgio Asproni, di Nuoro si iscrive all'Università degli Studi di Cagliari, dove si laurea nel 2002 in Scienze Biologiche.
Dal 2003 è collaboratrice dell’Istituto per lo Studio degli Ecosistemi del CNR di Pisa, nel 2005 si è trasferita a Milano dove ha successivamente conseguito un dottorato in Chimica Biochimica Ecologia degli Antiparassitari presso la Facoltà di Agraria della Statale.
Nel 2009 ha creato lo spin-off universitario Micro4yoU, azienda nata per favorire lo sviluppo di nuove imprese ad alto tasso di innovazione ed elaborare green technologies a base microbica destinate ai settori agro-alimentare e ambientale.

## Attività scientifica
Nell'ambito della attività di ricerca ha al suo attivo il brevetto di un formulato microbico per le api in grado di proteggere questi insetti da patologie batteriche incrementando le loro difese immunitarie e la loro flora microbica, andando a contrastare il bacillo della peste americana, ed un procedimento per il biorestauro di manufatti lapidei mediante l'impiego di microrganismi. 
Attraverso la sua attività scientifica ed imprenditoriale ha contribuito a portare all’attenzione pubblica il concetto di “gestione della risorsa microbica”, fino ad allora discusso solo in contesti accademici, quale risorsa naturale in grado di fornire un servizio a diverse attività umane (dal settore agroalimentale a quello energetico passando per la bonifica dei siti inquinati ed il restauro dei beni culturali).
In quest'ultimo ambito di ricerca, in particolare, sono state utilizzate alcune cellule microbiche quali agenti di biopulitura, in grado di nutrirsi dei solfati di calcio con cui si combina lo smog, al fine di romperne il legame chimico permettendo in tal modo la semplice rimozione dello smog stesso con normali detergenti anziché con i tradizionali prodotti chimici. Tale metodologia è stata utilizzata per la ripulitura delle principali statue del Cimitero monumentale di Milano. Per tale ricerca nel 2011 è stata insignita del premio Gaetano Marzotto, in quanto ideatrice di una tecnica "originale, innovativa ed ecosostenibile". 
I suoi studi sono stati oggetto di interesse da parte di importanti programmi televisivi presso cui è stata ospite, quali Che tempo che fa di Fabio Fazio, Bella storia di Maurizio Costanzo e Superquark.
Nel 2016 ha partecipato come relatrice all'evento TED svoltosi a Padova nel mese di aprile presentando i risultati dei propri ambiti di ricerca, intervenendo sul tema: Come migliorare il mondo con i microbi?.